# Alain Bedouet
Pour les articles homonymes, voir Bedouet.
Alain Bedouet est un journaliste français de radio. Il a fait toute sa carrière à la rédaction de France Inter, de 1969 à 2012.

## Biographie
Diplômé du Centre de formation des journalistes (CFJ) en 1969, Alain Bedouet entre ensuite à France Inter où il effectue toute sa carrière.
Au sein de la rédaction de la station publique, il est d'abord reporter, puis présentateur de la revue de presse du matin, du journal de 8 heures avant celui de 13 heures. Il est également rédacteur en chef et dirige le service reportage de la radio.
De 1984 à 2012, Alain Bedouet présente, toujours sur France Inter, l'émission Le téléphone sonne, où les auditeurs peuvent interroger par téléphone plusieurs invités sur le thème du jour, tous les soirs de la semaine de 19 h 20 à 20 heures. Le 28 juin 2012, après quarante-trois ans à France Inter, il présente sa dernière émission avant de prendre sa retraite.

## Distinction
En février 2010, avec Laurent Delahousse de France 2, il reçoit le prix Roland-Dorgelès, décerné chaque année à deux journalistes qui « contribuent au rayonnement de la langue française ».

## Filmographie
En 2010, il participe au film Le Nom des gens de Michel Leclerc en jouant à l'écran son propre rôle.

## Pour approfondir